# Oesophagostomum venulosum
Oesophagostomum venulosum är en rundmaskart som först beskrevs av Rudolphi 1809.  Oesophagostomum venulosum ingår i släktet Oesophagostomum och familjen Strongylidae. Arten är reproducerande i Sverige. Inga underarter finns listade i Catalogue of Life.